# Pittwater
Koordinaten: 33° 37′ 9″ S, 151° 18′ 23″ O

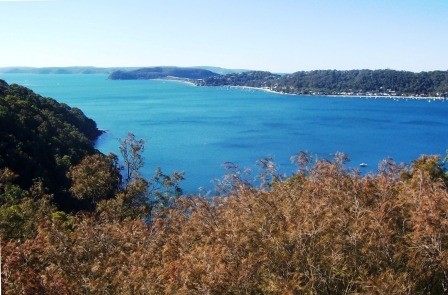
Pittwater vom Ku-ring-gai-Chase-Nationalpark aus betrachtet

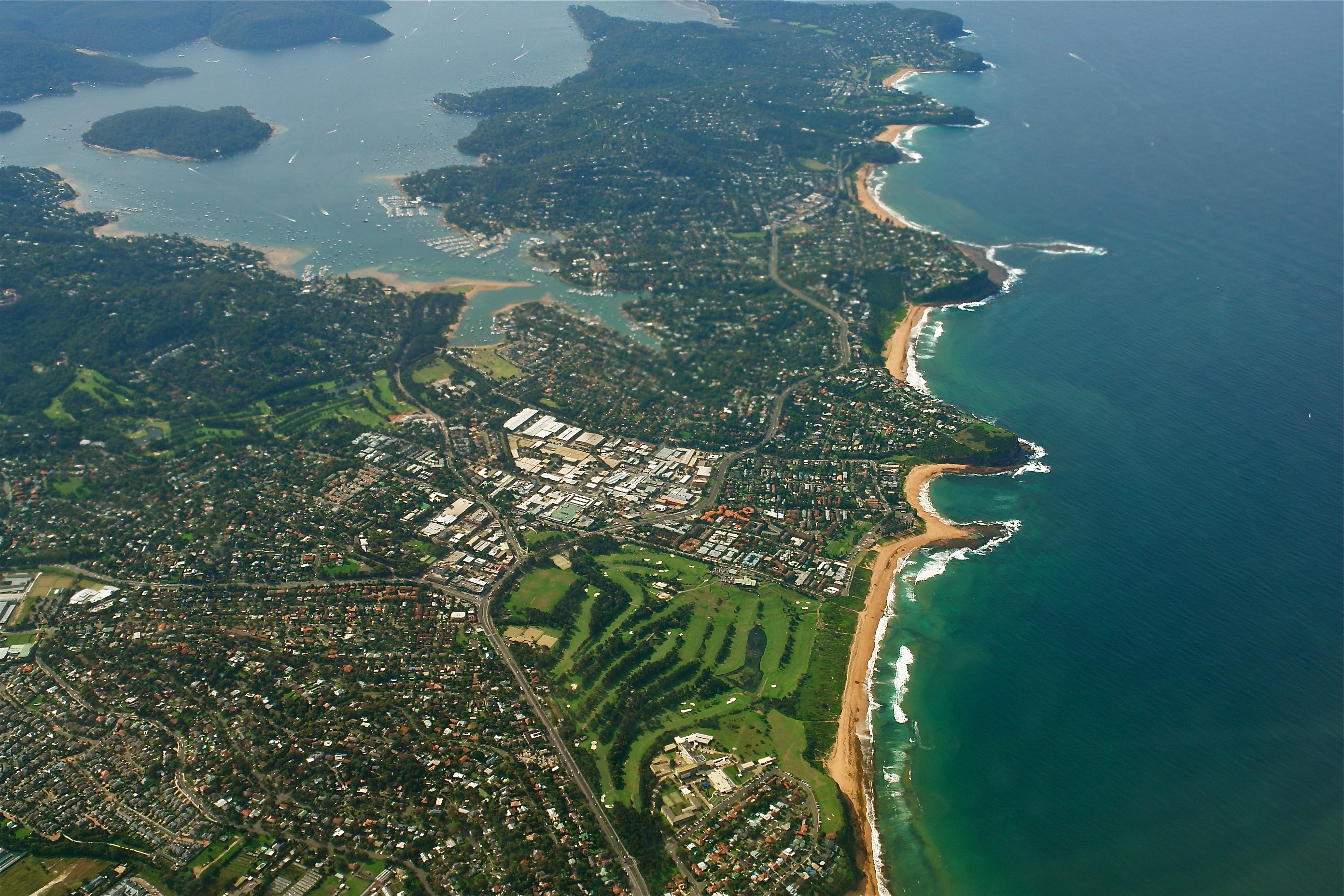
Luftaufnahme der nördlichen Küste Sydneys mit Pittwater und Scotland Island (links oben)

Pittwater ist eine Ria, die sich südlich der Broken Bay parallel zur Küste in New South Wales, Australien, erstreckt und am Ku-ring-gai-Chase-Nationalpark liegt.

## Geschichte
Pittwater ist ein überfluteter Flusslauf, der durch Meereswasser des Pazifischen Ozeans, den Hawkesbury River und durch kleinere Zuflüsse gespeist wird. An den Küstenlinien von Pittwater lebten die Guringai, ein Stamm der Aborigine, seit Jahrtausenden bis zur britischen Kolonisation.
Als schiffbarer Wasserweg wurde er von der Sirius 1788 entdeckt, dem Flaggschiff der First Fleet, und Pitt Water nach dem britischen Premierminister William Pitt benannt. Die ersten Frachttransporte auf diesem Gewässer führte das Frachtschiff Francis durch, das Handelswaren für die Siedler und Farmer von Sydney aus in der Zeit von 1793 bis 1800 transportierte. Von 1803 an begann eine Schiffsflotte, die Personen gehörte, die in der Bucht Coasters lebten, Transporte zwischen Pittwater, Cowan Creek und Berowra Water zu organisieren. Diese Schiffe fuhren üblicherweise im Konvoi, weil sie das Risiko vermeiden wollten, von Piraten überfallen zu werden. Die Frachtschiffe, die diese Routen befuhren, wurden normalerweise auf Scotland Island gebaut, waren nicht hochseefähig und konnten deshalb lediglich bis in die Broken Bay fahren. Eine Zollbehörde kontrollierte auf Pittwater zwischen 1843 und 1900 und ein von der Regierung gebauter Leuchtturm auf Barrenjoey entstand im Jahr 1881.
Die Transport-Schifffahrt auf Pittwater ging zu Ende, als eine Straße und eine Eisenbahnlinie in den Jahren zwischen 1850 und 1890 gebaut wurde, insbesondere als die Eisenbahnbrücke den Wasserweg im Jahr 1899 überwand. Das letzte in diesem Gebiet gebaute Frachtschiff wurde in Blackwall, einer Vorstadt von Sydney, 1912 gebaut und zu Wasser gelassen; es verrichtete Transporte bis ins Jahr 1914.

## Namensgebung
Nach Pittwater wurden das Pittwater Council, der Wahlbezirk von Pittwater und die Pittwater High School benannt.